# Roadwar 2000
Roadwar 2000 ist ein 1986 erschienenes Computerspiel, das von der Firma Strategic Simulations (SSI) veröffentlicht wurde. Es gehört zur Kategorie der rundenbasierten Strategiespiele und ist in einer post-apokalyptischen Welt angesiedelt, die – ähnlich wie bei Mad Max – der Gesetzlosigkeit anheimgefallen ist und von umherziehenden Banden terrorisiert wird.

## Beschreibung
1999 wurde ein tödliches Virus von einer Gruppe Terroristen freigesetzt, das daraufhin zum Zusammenbruch der USA führte. Verschiedene Banden und Milizen haben sich aus dem Chaos entwickelt und kämpfen in ihren jeweiligen Territorien um Vorräte, Nahrungsmittel, Medikamente und Fahrzeuge. Diese Fahrzeuge sind zum wichtigsten Transportmittel geworden.
Der Spieler beginnt als Anführer einer kleinen Gang und muss es schaffen, mit der Zeit eine Miliz von respektabler Größe zusammenzustellen. Auf seinem Weg durch das verwüstete Amerika schlägt man sich mit Gangs, Kannibalen, religiösen Fanatikern und Mutanten herum. Die zu erbeutenden Fahrzeuge dienen dabei als wichtige Waffen.
Wenn man erfolgreich genug ist, wird die verbliebene (und relativ machtlose) amerikanische Regierung auf einen aufmerksam und bittet darum, bei der Suche nach acht Wissenschaftlern behilflich zu sein. Diese sollen an einen geheimen Stützpunkt gebracht werden, um dort ein Gegenmittel zu der tödlichen Seuche zu entwickeln.

## Plattformen
Roadwar 2000 wurde 1986 für den Commodore 64 und den Apple II veröffentlicht. 1987 wurde es auf den Amiga, Atari ST, Apple IIgs und DOS portiert, Programmierer der Konvertierungen waren die Westwood Associates. 1987 folgte ebenfalls der Nachfolger Roadwar Europa.